# Вершинин, Василий Михайлович

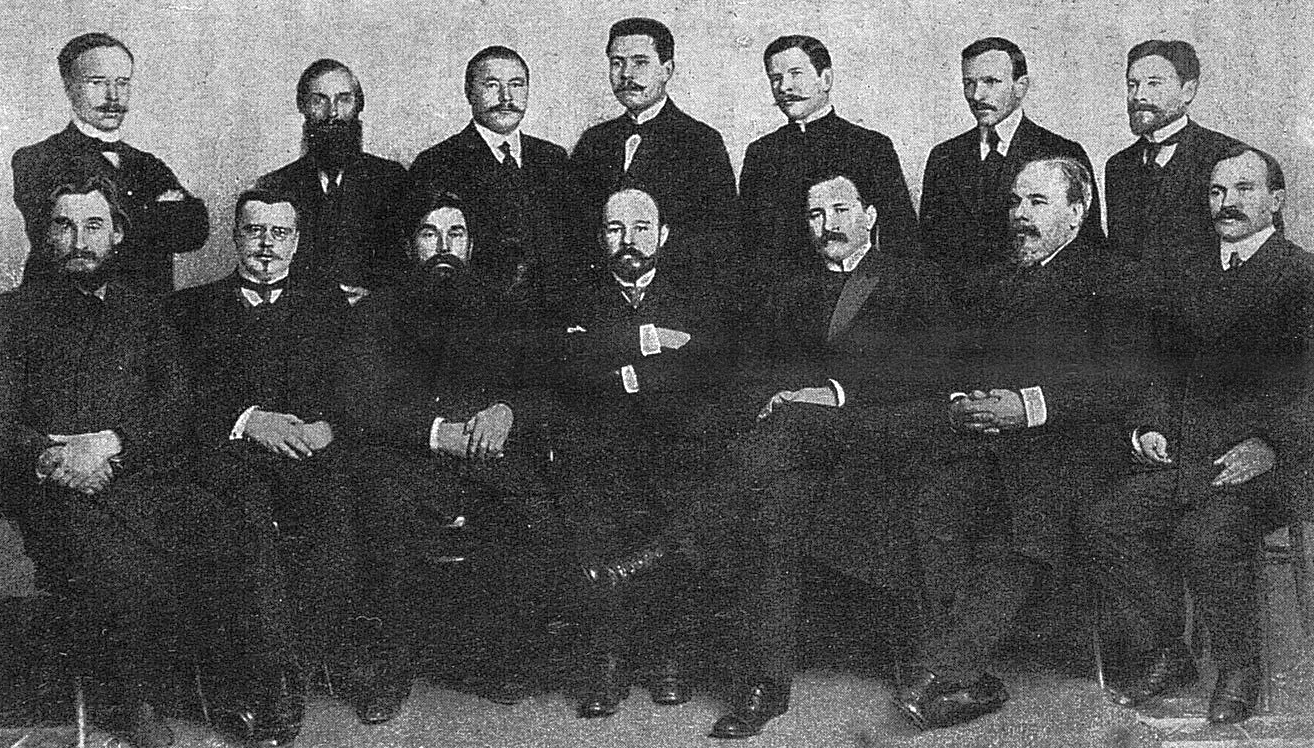
Сибирская группа членов IV Государственной думы. Сидят (слева): А. С. Суханов, В. Н. Пепеляев, В. И. Дзюбинский, Н. К. Волков, Н. В. Некрасов, С. В. Востротин, М. С. Рысев. Стоят: В. М. Вершинин, А. И. Русанов, И. Н. Маньков, И. М. Гамов, А. А. Дуров, А. И. Рыслев, С. А. Таскин.

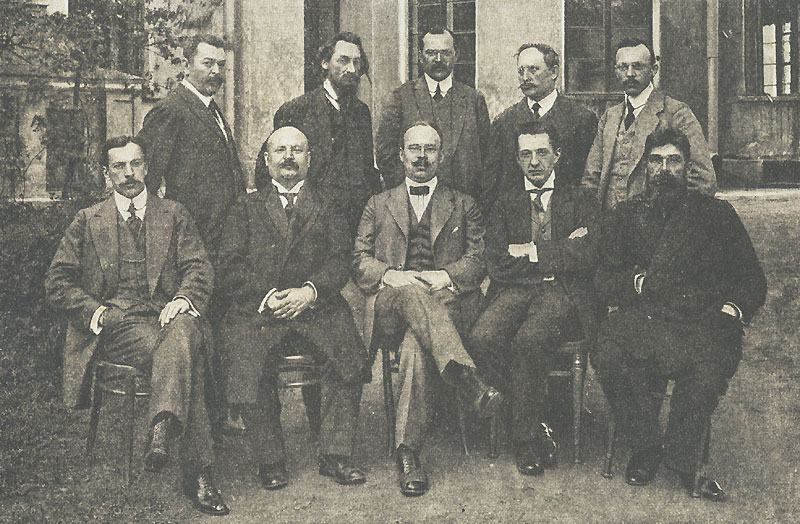
Фракция трудовиков в IV-ой Государственной думе. Не позднее 1916 года. Стоят: князь В. Л. Геловани, А. С. Суханов, М. С. Рысев, Ф. О. Кейнис, А. И. Рыслев. Сидят: Н. О. Янушкевич, Д. Д. Старлычанов, В. М. Вершинин, А. Ф. Керенский, В. И. Дзюбинский.

Васи́лий Миха́йлович Верши́нин (11 января 1874 — до 28 июня 1946) — издатель газеты «Жизнь Алтая», депутат Государственной думы IV созыва от Томской губернии.

## Биография
Родился в крестьянской семье в Вятской губернии. В 1880 году его отец, Михаил Васильевич Вершинин, перебрался в Барнаул, где начал заниматься торговлей. На рубеже XIX и XX веков он уже был купцом 2-й гильдии. Кроме того М. В. Вершинин был знаменит как хозяин крупнейшей домашней библиотеки. Василий окончил Барнаульское двуклассного училище, после чего начал помогать отцу в его торговых делах. В 1912 году его торговое предприятие оценено в 2457 рублей.
Был товарищем председателя «Барнаульского общества попечения о начальном образовании» (заместителем В. К. Штильке).
В революцию 1905 года член барнаульского стачечного комитета приказчиков. В октябре 1905 года дом Вершининых разгромлен контр-революционерами.
С 1910 (по другим сведениям с 1911) года стал издателем барнаульской газеты «Жизнь Алтая». В 1912 году издание было приостановлено за публикацию статьи о забастовках, в 1914 году возобновлено и продолжалось до 1916 года включительно. В 1914 и 1916 годах издавал газету «Алтайская жизнь». 22 февраля 1911 года открыл свою, оснащенную современной техникой типографию «Алтайское печатное дело». 22 июня 1914 года купил типографию у И. Ф. Ворсина (бывшую Шпунтовича). В 1916 году его фирма «Алтайское печатное дело» владела уже 7 типографскими машинами, 2 электромашинами, и работой на ней было занято 110 сотрудников. Владел домом оцененным в 10 000 руб.
В 1912 году стал членом совета съездов торговли и промышленности Сибири, Степного края и Зауралья.
Занимал различные общественные должности избран гласным барнаульской городской думы, председателем библиотечной комиссии и старшиной биржевого комитета.
Во время избирательной кампании при выборах в III-ю Государственную думу стал выборщиком по первой курии от города Барнаула, но не был избран в депутаты.
4 октября 1912 года в Барнауле прошли выборы по I городской курии. На них Вершинина избрали выборщиком для последующего участия в губернском избирательном собрании по выборам членов Государственной думы IV созыва от Томской губернии. 20 октября 1912 года избран депутатом Государственной думы IV созыва. В Думе вступил в Трудовую фракцию, избран товарищем председателя её бюро. Состоял в Сибирской парламентской группе. Член думских комиссий по исполнению государственной росписи доходов и расходов, по делам православной церкви, о торговле и промышленности, бюджетной комиссии, по местному самоуправлению, о мерах к прекращению ненормального вздорожания предметов первой необходимости. Выступил с докладами от имени комиссии о торговле и промышленности и согласительной комиссии. 22 апреля 1914 года в ходе работы второй думской сессии перед началом обсуждения бюджета протестовал против выступления председателя совета министров И. Л. Горемыкина, пожелавшего дать разъяснение, так как входил в группу левых депутатов, внесшую предложение об отсрочке рассмотрения бюджета до проведения закона о свободе депутатского слова. По предложению председателя Государственной Думы М. В. Родзянко был исключён на 15 заседаний вместе с ещё 20 левыми депутатами, участвовавшими в протесте.
В 1914 году был назначен барнаульским представителем в Совете Российской Экспортной палаты. В январе 1914 года в типографии Вульфа в Петербурге на средства Вершинина издан «Алтайский альманах».
В 1915 года стал членом Барнаульского и Западно-Сибирского Комитетов Всероссийского Союза городов.
В февральскую революцию 1917 года стал членом Временного комитета Государственной Думы (ВКГД), участвовал в Частных совещаниях депутатов Государственной Думы. Входил в Исполнительный Комитет Государственной думы по созданию Временного правительства. Был инициатором составления «Протокола событий Февральской революции», отдал распоряжение начальнику канцелярии Государственной Думы Я. В. Глинке вести хронику событий. Протокол был недавно обнаружен, опубликован и является важным историческим источником.
Один из комиссаров ВКГД, сопровождавший отрекшегося Николая II из Ставки в Царское Село.
Был членом Петроградского Совета рабочих и солдатских депутатов. 8 апреля 1917 года выступил на заседании Исполкома Петросовета о контроле над радиотелеграфом в Таврическом дворце, требовал «пересмотреть» состав его служащих. Как член ВКГД изучал вопрос о связях члена 4-й Думы А. В. Перевощикова с царской охранкой (подозрения не подтвердились). 10 июня 1917 года сложил полномочия члена ВКГД в связи с постановлением I-го Всероссийского съезда Советов рабочих и солдатских депутатов. 19-21 июня 1917 года на был избран в президиум 6-го съезда Трудовой Группы. После слияния Трудовой группы с партией народных социалистов на первом съезде Трудовой народно-социалистической партии избран членом её ЦК (от Трудовой группы).
В июле 1917 года по поручению главы правительства А. Ф. Керенского ездил в Тобольск для выяснения возможности переселения туда Николая Романова и его семьи. Затем сопровождал семью бывшего императора и его самого в Тобольск. В сентябре 1917 года направлен Временным правительством в Крым для опеки и наблюдения за жившими там бывшей императрицей Марией Фёдоровной и великими князьями.
1 января 1918 года газета «Жизнь Алтая» вышла под названием «Дело Алтая» и стала органом партии эсеров. 22 февраля 1918 года барнаульский горсовет закрыл газету под названием «Жизнь Алтая», как «буржуазно-областническую», и конфисковал типографию В. М. Вершинина, где она печаталась.
Летом 1919 года на английском корабле «Мальборо» покинул Крым одновременно с бывшей императрицей Марией Фёдоровной. Какое-то время жил в Берлине, где работал администратором эсеровской газеты «Дни», издаваемой А. Ф. Керенским.
С января 1926 года по декабрь 1934 года состоял в парижской масонской ложе «Северная звезда». Вступил в неё при рекомендациях Н. Авксентьева и И. Пораделова. Возведён во вторую степень в 1927 году, в третью степень — 7 ноября 1928 года.
Позднее переехал в Прагу.
Скончался в психиатрической больнице в Праге в первой половине 1946 года.

### Рекомендуемые источники
- Николаев А. Б. Комиссары Временного комитета Государственной Думы (февраль — март 1917 г.): персональный состав. // Из глубины времен. СПб: 1995. № 5.

### Архивы
- Российский государственный исторический архив. Фонд 1278. Опись 9. Дело 123.